# Наталија Тена
Наталија Тена (енгл. Natalia Tena; 1. новембар 1984) енглеска је глумица и музичарка најпознатија по улогама Нимфадоре Тонкс у филмском серијалу Хари Потер и Оше у ТВ серији Игра престола телевизијске мреже Ејч-Би-Оу.
Тена се такође бави музиком, а тренутно пева и свира хармонику у британском бенду „Molotov Jukebox“.